# Kugarak River
Der Kugarak River ist ein rechter Nebenfluss des Selawik River im Nordwesten des US-Bundesstaats Alaska.

## Verlauf
Der Kugarak River entspringt an der östlichen Südflanke der Waring Mountains auf einer Höhe von 350 m. Er strömt anfangs 40 Kilometer nach Süden. Östlich erhebt sich der Höhenrücken der Sheklukshuk Range. Deren Südflanke wird vom Rabbit River, der linksseitig in den Kugarak River mündet, entwässert. Der Kugarak River wendet sich nun nach Westen und durchströmt die Kotzebue-Kobuk-Tiefebene. Kochuk Creek und Nuleargowik River, zwei von rechts einmündende Nebenflüsse, entwässern die zentrale und westliche Südflanke der Waring Mountains. Der Kugarak River bildet entlang seinem Lauf zahlreiche Mäander und Altarme aus. Er erreicht schließlich nach etwa 119 Kilometern Fließstrecke, 44 Kilometer östlich der Siedlung Selawik, den Selawik River. Das Einzugsgebiet umfasst ungefähr 3200 km².

## Name
Der Flussname leitet sich von einem überlieferten Eskimonamen ab.